# Ponte do Rol
Ponte do Rol es una freguesia portuguesa del concelho de Torres Vedras, con 9,77 km² de superficie y 2.081 habitantes (2001). Su densidad de población es de 213,0 hab/km².